# キーウェスト
キーウェスト (Key West) は、アメリカ合衆国フロリダ州モンロー郡に位置する都市である。フロリダ半島から南西に伸びるフロリダ・キーズ諸島の西端のキーウェスト島に位置する。同市はハワイ州とアラスカ州を除くアメリカ合衆国本土48州で最南端の都市である。マイアミの南西208km、キューバ・ハバナの北171kmに位置する。マイアミからは車で260kmの道のりになる。
キーウェストという地名は、人骨がこの島で発見されたことから、スペイン語の「カヨ・ウェソ（Cayo Hueso；人骨の島）」が由来となっている。これが英語化の過程で「カヨ (Cayo)」が「キー (Key)」に、「ウェソ (Hueso)」が「ウェスト (West)」に変化したと考えられている。
キーウェストにはフロリダ半島から続く国道US-1号線が通っている。島から島へと延々とさんご礁の海の上にかかる32の橋を渡っていくこの道路はオーバーシーズ・ハイウェイと呼ばれ、アメリカ合衆国で最も美しいハイウェイであるといわれている。途中、有名なセブンマイル橋を渡る。
同市は漁港、海軍基地（キーウェスト海軍航空基地）、船舶の救助基地としてつとに有名である。また、1年を通して気候が温暖で、ビーチを有し、観光・保養都市としても人気が高い。アーネスト・ヘミングウェイはこの地をこよなく愛した。

## 地理
キーウェストは北緯24度33分33秒 西経81度47分03秒 / 北緯24.55917度 西経81.78417度座標: 北緯24度33分33秒 西経81度47分03秒 / 北緯24.55917度 西経81.78417度 (24.559166, -81.784031)に位置している。
アメリカ合衆国統計局によると、この都市は総面積19.2 km2 (7.4 mi2) である。このうち15.4 km2 (5.9 mi2) が陸地で3.8 km2 (1.5 mi2) が水地域である。総面積の19.73%が水地域となる。

## 人口統計
2000年国勢調査で、この都市は25,478人、11,016世帯、及び5,463家族が暮らしている。人口密度は1,653.3/km2 (4,285.0/mi2) である。863.4/km2 (2,237.9/mi2) の平均的な密度で13,306軒の家が建っている。この都市の人種的な構成は白人84.94%、黒人9.28%、先住民0.39%、アジア系1.29%、太平洋諸島系0.05%、その他の人種1.86%、及び混血2.18%である。人口の16.54%はヒスパニックである。
この都市内の住民は16.0%が18歳未満の未成年、18歳以上24歳以下が8.4%、25歳以上44歳以下が37.1%、45歳以上64歳以下が26.7%、及び65歳以上が11.7%にわたっている。中央値年齢は39歳である。女性100人ごとに対して男性は122.3人である。18歳以上の女性100人ごとに対して男性は126.0人である。
この都市の世帯ごとの平均的な収入は43,021米ドルであり、家族ごとの平均的な収入は50,895米ドルである。男性は30,967米ドルに対して女性は25,407米ドルの平均的な収入がある。この都市の一人当たりの収入 (per capita income) は26,316米ドルである。人口の10.2%及び家族の5.8% は貧困線以下である。全人口のうち18歳未満の11.5%及び65歳以上の11.3%は貧困線以下の生活を送っている。

## 交通
- 国道US-1号線
- キーウェスト国際空港

## 観光地
- アーネスト・ヘミングウェイの家
- キーウェスト灯台 (Key West Lighthouse)

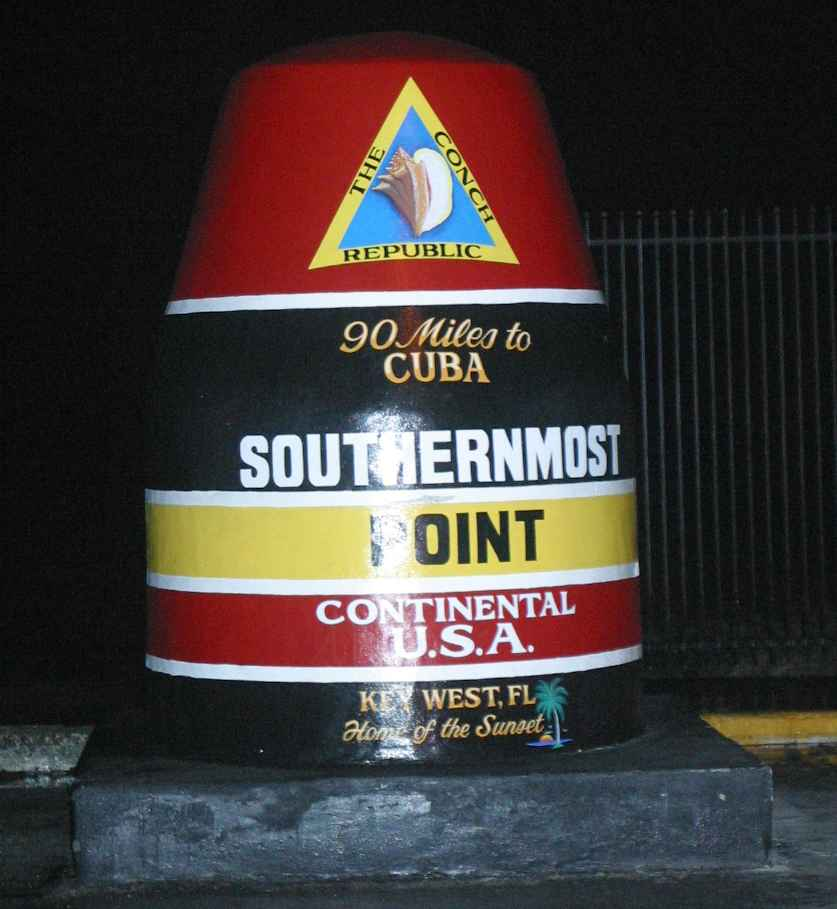
アメリカ合衆国本土最南端を表すブイ

- 最南端ブイ